# 武田広親
武田 広親（たけだ ひろちか、生没年不詳）とは、明治時代の浮世絵師。

## 来歴
小林清親の門人。名は保太郎、実家は麻布市兵衛町。清親が芝源助町にいたころ入門して四、五年学び、ポンチ絵を描いた。作画期は明治10年代から20年頃にかけてとされる。

## 作品
- 『龍宮開化覗機関』　※菊廼舎東籬作、明治22年（1889年）刊行
- 「廿三年未来鑑」　大判錦絵2枚続　※明治20年、落款に「清親門人」とあり